# 登久姫
登久姫（とくひめ、天正4年（1576年） - 慶長12年10月18日（1607年12月7日））は、松平信康（徳川家康長男）の長女。母は徳姫（織田信長の娘）。信濃松本藩初代藩主・小笠原秀政の正室。名は福姫（ふくひめ）ともいう。法名は峯高院。

## 生涯
天正4年（1576年）3月、岡崎城で生まれた。登久姫が4歳の時に父が切腹し、翌年に母が美濃に帰ったため、登久姫と妹・久仁姫は祖父･家康と側室の西郡局に養育された。天正17年（1589年）8月、豊臣秀吉の仲介で小笠原氏当主・小笠原秀政と結婚し、秀政との間に六男二女をもうけた。慶長12年（1607年）10月、 信濃飯田城にて32歳で疱瘡（天然痘）により死去した。

## 子女
- 長女：万姫（敬台院） - 阿波徳島藩主・蜂須賀至鎮室
- 長男：忠脩 - 世嗣だったが大坂夏の陣で戦死
- 次男：忠真 - 信濃松本藩第2代藩主
- 次女：千代姫（保寿院） - 肥後熊本藩初代藩主・細川忠利室
- 三男：忠知 - 三河吉田藩初代藩主
- 四男：松平重直 - 豊後高田藩初代藩主
- 五男：忠慶 - 因幡守、子孫は家臣
- 六男：長俊 - 徳川家光の小姓、従五位下出雲守

## 墓所

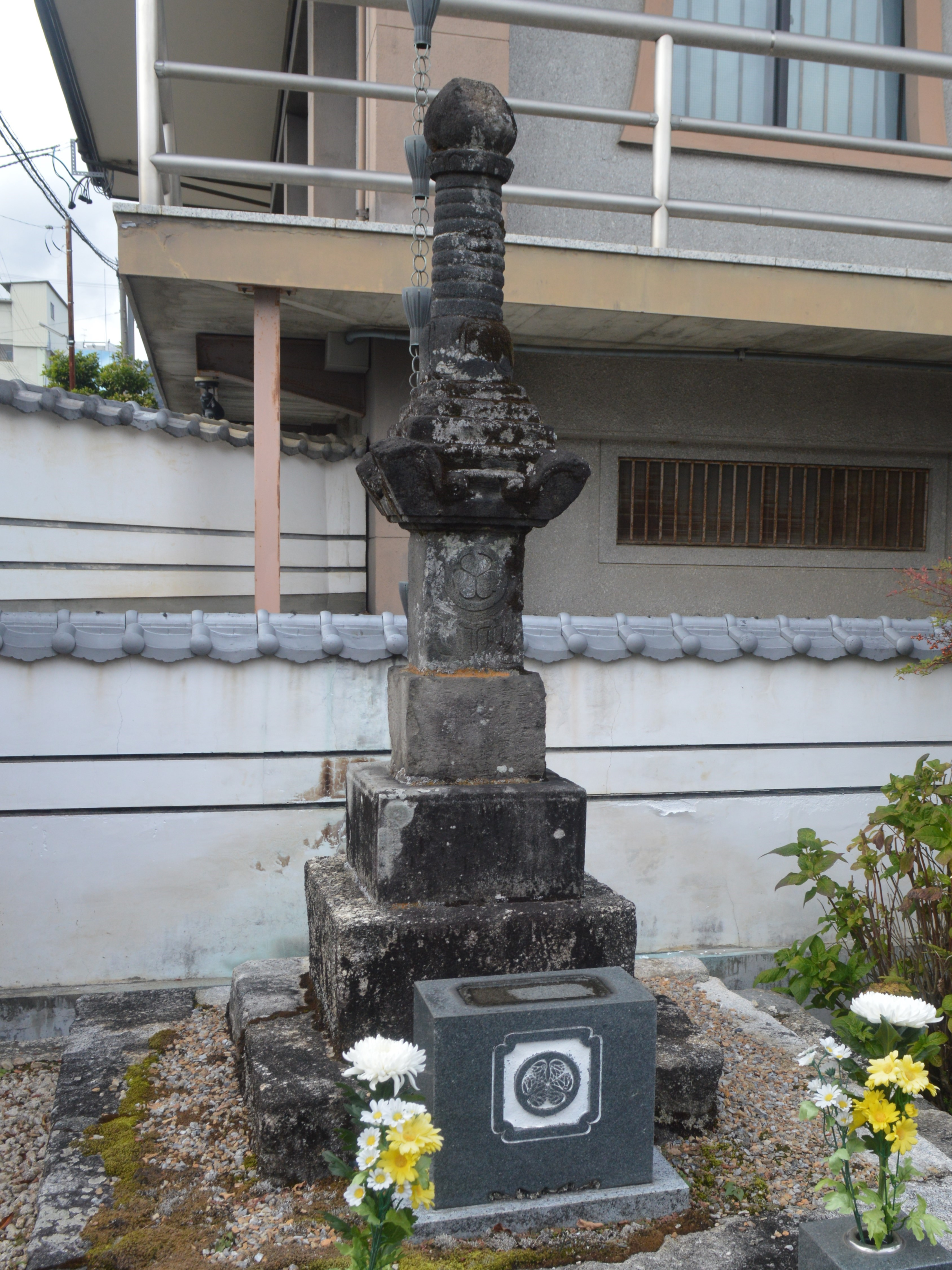
飯田市の峯高寺にある「福姫の墓」

登久姫（福姫）の位牌は福岡県京都郡みやこ町の平照山峯高寺にあるが、墓（宝篋印塔）は、長野県飯田市松尾町の峯高寺にある。墓石には徳川家の家紋である三つ葉葵の紋が刻まれている。脇には、「福姫の墓」として飯田観光協会の案内板が建てられている。
小笠原氏は松本城、明石城、小倉城に転封していったが、それぞれの城下町には峯高寺という寺院が建立され、飯田の峯高寺が伝えられていった。

## 登場作品
- 1983年『徳川家康』 （NHK大河ドラマ)、演：若林味香
- 2023年『どうする家康』（NHK大河ドラマ）[4]